# Judith Pinedo Flórez
Judith Pinedo Flórez, también conocida como «Mariamulata», es una abogada y política colombiana nacida en la ciudad de Cartagena de Indias; fue elegida alcaldesa de esa ciudad para el periodo 2008-2011 derrotando a los políticos tradicionales de la región y siendo la primera candidata independiente en alcanzar dicho cargo y siendo la primera mujer en ser electa por voto popular. Después de su periodo como alcaldesa, Pinedo tuvo que enfrentar lo que calificó como una persecución judicial de sus contradictores que la denunciaron por la venta de un lote al Hotel Dann con cuyos recursos planeaba construir un proyecto de viviendas de interés social. Pinedo fue absuelta en 2020 en primera instancia pero tras una apelación, en abril de 2021, el Tribunal Superior del Distrito Judicial de Cartagena la encontró culpable y la condenó a 12 años de cárcel. En marzo de 2023 la Corte Suprema de Justicia, tras revisar el caso, halló a Pinedo inocente y ordenó su libertad. Pinedo había permanecido dos años detenida. En junio de 2023 anunció su intención de presentarse como candidata a la alcaldía de Cartagena en las elecciones regionales de octubre.

## Trayectoria
Estudió derecho en la Universidad de Cartagena, es especialista en derechos humanos y en derecho público, y realiza un posgrado en estudios políticos y económicos.
Fue concejala, personera distrital, procuradora del Departamento de Bolívar y secretaria de Desarrollo Social de la Alcaldía de Cartagena. En el Concejo lideró la oposición que logró "tumbar" al alcalde Nicolás Curi en su segundo mandato y fue candidata a la Alcaldía en el año 2000, consiguiendo el segundo lugar.
Pinedo dirigió por tres años FUNCICAR una organización local dedicada a la lucha contra la corrupción y a la formación ciudadana. Allí logró implementar programas de fortalecimiento de la democracia como la creación del Observatorio del Concejo, además de otros programas relacionados con la rendición de cuentas, formando a líderes comunitarios y ciudadanos del común. Introdujo el proyecto Cartagena Cómo Vamos para hacerle seguimiento a las cifras de la ciudad.
Sus posiciones sobre la ciudad y sus problemas fueron dadas a conocer a través de su columna semanal en el diario El Universal de Cartagena, llamada "Miércoles de Mariamulata".
En la actualidad se desempeña como decana de la facultad de derecho de la universidad de san buenaventura seccional Cartagena

## Alcaldesa de Cartagena
Judith Pinedo se postuló como alcaldesa por el Movimiento por una sola Cartagena en el año 2007 por medio de recolección de firmas y rechazando el aval del Partido Liberal, logró derrotar, con 70 mil votos y contra todos los pronósticos, a su rival Juan Carlos Gossain a quien se consideraba como continuista de las políticas del alcalde Nicolás Curi, quien había estado envuelto en varios escándalos de corrupción.
Así se convirtió en la primera mujer en ser elegida por voto popular en su ciudad como alcaldesa, en donde, además, nunca antes un político independiente había podido ganar el primer cargo de la ciudad.
En junio de 2008 la elección de Pinedo fue anulada en primera instancia por el Tribunal Administrativo de Cartagena. La elección fue demandada porque su esposo Arturo Zea Solano había ocupado el cargo de defensor del pueblo. Pinedo esperó el concepto del Consejo de Estado, máxima instancia jurídica y administrativa colombiana. Según Pinedo, la decisión forma parte de una estrategia del grupo político que ella derrotó y que sabía que Juan Carlos Gossaín había anunciado a sus amigos políticos que lograría recuperar el poder en el mes de junio.
La Fundación Colombia Líder, en alianza con la Revista Semana y otras organizaciones no gubernamentales, otorgó en julio de 2010 a Judith Pinedo, alcaldesa de Cartagena, el premio a mejor gobernante en lucha contra la pobreza en la categoría de municipios de más de 500.000 habitantes. Según el jurado, el premio fue un reconocimiento a la destacada labor que se ha venido haciendo en la ciudad durante su gobierno para combatir estructuralmente las condiciones que han llevado a la pobreza a miles de cartageneros. Pinedo competía con los alcaldes de Cúcuta y Bucaramanga, quienes también habían sido preseleccionados para el premio entre más de una decena que se habían postulado.
En octubre de 2010 también recibió el Premio al Compromiso por la Niñez por los resultados obtenidos en materia de reducción de muertes por enfermedad diarreica aguda y disminución de las muertes en niños menores de cinco años con la enfermedad de infección respiratoria, la cual es contrarrestada con la vacuna del neumococo, y que en el 2009 y parte del 2010 se vacunaron gratuitamente a más de 30 mil menores, siendo la primera ciudad del país en hacerlo.